# Axiom Space
Axiom Space, Inc. é uma empresa privada Norte-Americana, produtora para a Estação Espacial Internacional e provedora de serviçoes baseada em Houston que planeja construir e operar a primeira estação espacial comercial. Foi estabelecida em 2016 por Michael T. Suffredini e Kam Kam Ghaffarian. A empresa tem mais de 60 empregados, muitos com experiência da NASA e de seus contratantes.

## Estação espacial comercial da Axiom
Em 2018, a Axiom contratou o design francês Philippe Starck, filho de um engenheiro aeroespacial e entusiasta espacial, para projetar o interior dos futuros módulos de habitação da Estação Axiom. Renderizações do habitat mostram uma câmara com paredes acolchoadas e cheias de milhares de LEDs que mudam de cor.
Axiom planeja mandar turistas para a ISS com voos comprados da SpaceX. Em 2020, a Axiom fez um contrato com a SpaceX para seu primeiro voo em 2022.

### Parceria com a NASA
No dia 27 de janeiro de 2020 a NASA anunciou que havia dado permissão para a Axiom Space lançar até três módulos e acopla-los na Estação Espacial Internacional. O primeiro módulo poderá ser lançado até 2024; é proposto que este seja acoplado na porta dianteira do módulo Harmony, apesar disso precisar a realocação do PMA-2 e IDA-2. Axiom Space planeja acoplar até dois módulos adicionais ao seu primeiro e mandar astronautas comerciais para habitá-los.
Até a aposentadoria da ISS, o módulo Axiom receberá dois elementos adicionais, incluindo um módulo de energia e térmico com uma câmara de descompressão, cujo conjunto funcionará como a Estação Espacial Comercial da Axiom. Axiom planeja realizar treinos para astronautas comerciais, receber parceiros governamentais e comerciais, como também turistas espaciais. O preço para uma permanência de oito dias na ISS será de $55 milhões, também incluindo 15 semanas de treino. Axiom manterá pelo menos um astronauta continuadamente na estação, que será capaz de realizar pesquisas e cuidar da estação. A estação terá amenidades como WI-FI de alta velocidade, telas de vídeo, janelas de imagens e uma cupola de vidro — a qual a Axiom chama de "o maior observatório de janelas construido no espaço".